# Mlaștina Borsároș - Sâncrăieni
Mlaștina Borsároș - Sâncrăieni este o arie protejată de interes național ce corespunde categoriei a IV-a IUCN (rezervație naturală de tip floristic și faunistic), situată în estul Trandsilvaniei județului Harghita..

## Localizare
Aria naturală se află în sud-estul județului Harghita (în Depresiunea Ciucului, la poalele vestice ale Munților Harghitei și cele estice ale Munților Ciucului, în apropierea Oltului), pe teritoriul administrativ al comunei Sâncrăieni (în partea nordică a satului omonim), în imediata vecinătate a drumului național DN12 (Sfântu Gheorghe - Miercurea Ciuc).

## Descriere

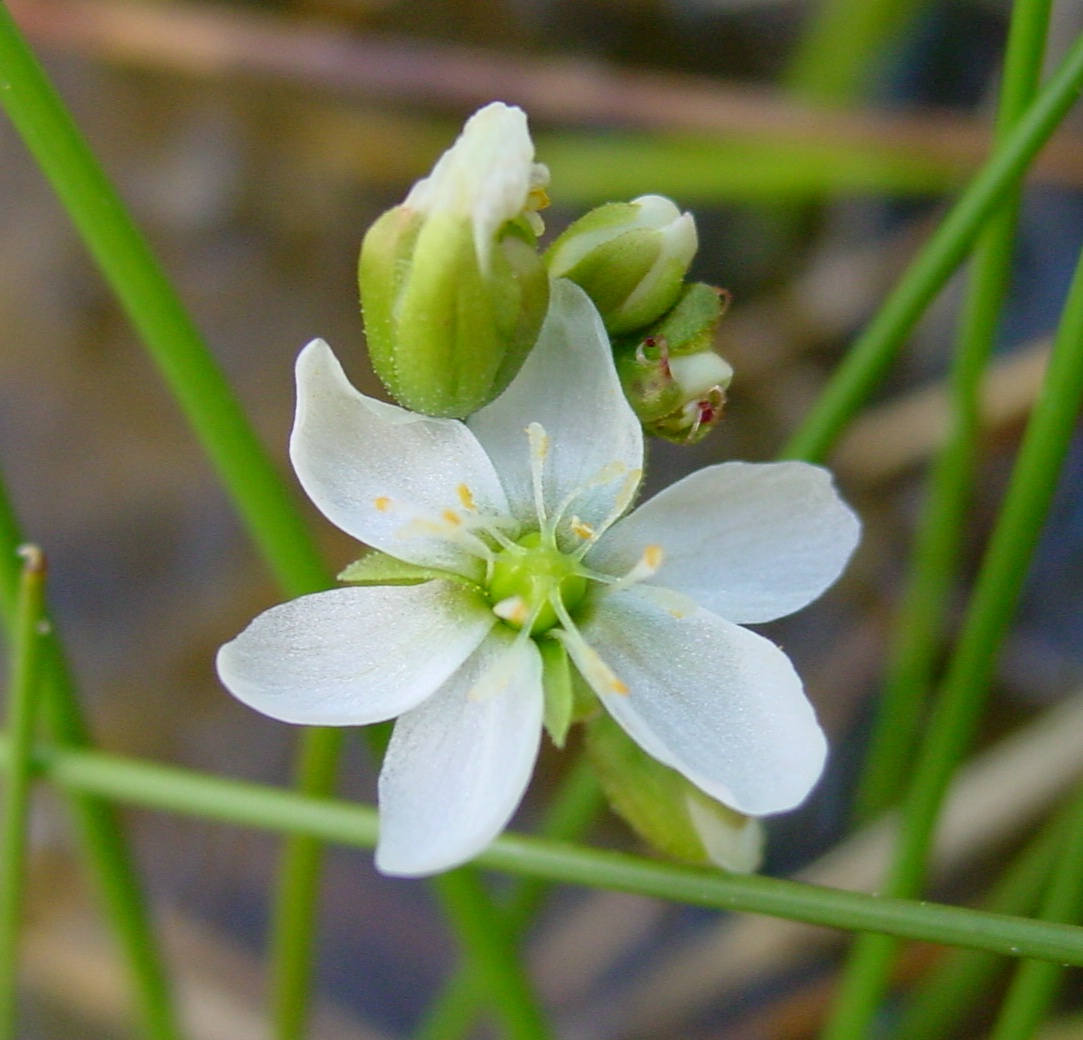
Roua cerului (Drosera anglica)

Rezervația naturală a fost declarată arie protejată prin Legea Nr.5 din 6 martie 2000, publicată în Monitorul Oficial al României, Nr.152 din 12 aprilie 2000, privind aprobarea Planului de amenajare a teritoriului național - Secțiunea a III-a - zone protejate și se întinde pe o suprafață de 1 ha.
Mlaștina Borsároș - Sâncrăieni reprezintă o zonă de turboasă (cu izvoare de apă minerală) inclusă în situl de importanță comunitară - Bazinul Ciucului de Jos.
Aria protejată adăpostește și conservă câteva elemente floristice (relicte glaciare) rare; printre care: curechi de munte (Ligularia sibirica), ochii-șoricelului (Saxifraga hirculus din familia Saxifragaceae) sau roua cerului (Drosera anglica - specie floristică aparținând familiei Droseraceae); specii de plante protejate la nivel european prin Directiva 92/43/CE (anexa I-a) din 21 mai 1992 (privind conservarea habitatelor naturale și a speciilor de faună și floră sălbatică).